# Зимнох, Кшиштоф
Кши́штоф Зи́мнох (пол. Krzysztof Zimnoch; 6 сентября 1983, Белосток, Польша) — польский боксёр-профессионал, выступающий в тяжёлой весовой категории.

## Любительская карьера
На  чемпионате мира в Чикаго 2007 года в 1/32  победил по очкам Деонтея Уайлдера (20-23).

## Профессиональная карьера

#### Бой с Оливером  Макколом
18 мая 2013 года встретился с бывшим чемпионом мира Оливером Макколом. Зимнох провел встречу в привычной агрессивной манере, однако высокий темп поединка и контратаки ветерана, настырно пытавшегося поймать Зимноха на правый навстречу, замедлили поляка уже после четырёх раундов. Превосходящий соперника габаритами Макколл, неплохо перенося лучшие удары хозяина ринга, время от времени начинал «прессовать» поляка, да так, что порой тому приходилось вязать Оливера, чтобы получить хоть какую-то передышку. К 6-му раунду устал и американец, однако нескучное противостояние на встречных курсах продолжалось до самого финального гонга. В итоге Зимнох победил единогласным решением судей.

#### Возможный бой с Эвандером Холифилдом
После боя с Макколом промоутер  Зимноха попытался организовать бой с Эвандером Холифилдом на 29 ноября 2013  года. Холифилд, который имел в это время финансовые проблемы, заявил, что согласен на бой, если ему заплатят 250 000 долларов. Промоутер Зимноха назвал затребованную сумму неприемлемой и отправил менеджменту Эвандера встречное предложение. На меньшее Холифилд не согласился и бой так и не состоялся.
http://www.vringe.com/news/57374-jevandera-holifilda-hotjat-privezti-v-polshu-dlja-kshishtofa-zimnoha.htm
http://www.vringe.com/news/57511-jevander-holifild-gotov-dratsja-s-zimnohom-za-250-tysjach.htm

#### Бой с Майком  Молло
20 февраля 2016 года встретился в бою с американцем Майком Молло (20(12)-5(3)-1) за первый титул в своей профессиональной карьере — вакантный пояс Интернационального чемпиона Польши в супертяжёлом весе. Начиналось все для Зимноха достаточно неплохо — он, пользуясь преимуществом в росте, теснил Молло. Тогда американец решил попытать счастья в ближнем бою и не прогадал. Мощным правым хуком он отправил Зимноха на настил ринга. Многие польские болельщики отмечали, что удар американца был нанесён после команды стоп. Поляк смог подняться, но не надолго: Молло обрушил на Зимноха град ударов и теперь встать на счет "9″ польский боксер не сумел.

#### Бой с Майком Молло 2
На этот раз результат встречи был прямо противоположным, но на то, чтобы остановить обидчика, у поляка ушло в шесть раз больше времени.
Потяжелевший со времени первой встречи на пять килограмм Зимнох боксировал значительно внимательнее, чем в прошлый раз, и за счёт именно бокса взял практически все раунды, а во 2-м даже повалил Молло на настил ринга.
Понимая, что теперь чудо в виде внезапного нокаута будет устроить крайне сложно, почти невозможно, американец принял решение отказаться от продолжения боя с началом 7-го раунда. RTD 7.

#### Бой с Майклом Грантом
Не столько домашние стены, сколько преклонные годы и разобранное состояние соперника помогли польскому супертяжеловесу Кшиштофу Зимноху (22-1-1, 15 КО) уже во втором раунде нокаутировать некогда популярного экс-претендента на титул чемпиона мира из США Майкла Гранта (48-7, 36 КО).

#### Бой с Джоуи Абелем
9  сентября 2017 года встретился с Джоуи Абелем. Зимнох неожиданно проиграл нокаутом в 3 раунде.